# Malachitová zeleň
Malachitová zeleň je toxické organické barvivo. Jméno získala podle temně zelené barvy, chemicky nemá s malachitem nic společného. Zředěná malachitová zeleň se používá jako lokální antiseptikum či jako prostředek proti bakteriálním, plísňovým, protozoálním a dalším infekcím ryb a rybích jiker. Využívá se i k bakteriologickému barvení.